# جان لوولن ماکسی
جان لوولن ماکسی (انگلیسی: John Llewellyn Moxey؛ ۲۶ فوریهٔ ۱۹۲۵ – ۲۹ آوریل ۲۰۱۹) که گاهی در فیلم‌ها نامش جان ال. ماکسی یا جان ماکسی ذکر می‌شد، کارگردان فیلم و کارگردان تلویزیونی بریتانیایی زاده آرژانتین بود. وی بین سال‌های ۱۹۵۵ تا ۱۹۹۱ میلادی فعالیت می‌کرد. از کارهایی که وی کارگردانی کرده است، می‌توان به فیلم ترسناک شهر مردگان (که با نام هتل وحشت هم شناخته می‌شود) اشاره نمود.